# Estación de Oviedo
Oviedo, también llamada estación del Norte, es la principal estación de ferrocarril de la ciudad española de Oviedo, en el Principado de Asturias. Dispone de amplios servicios de larga distancia, media distancia, regionales y cercanías operados por Renfe tanto sobre vía ancha como sobre vía estrecha. Los recorridos unen Oviedo con los principales municipios de la comunidad así como con el resto de la cornisa cantábrica, la meseta, y la costa del Levante. Se inauguró inicialmente en 1874, si bien su edificio histórico data de 1946 y en su conjunto la estación proviene de una gran reforma concluida en 1999. 
Está situada en el inicio de la calle Uría, principal eje comercial de la ciudad. Está contigua a la estación de autobuses, construida en 2003.

## Situación ferroviaria

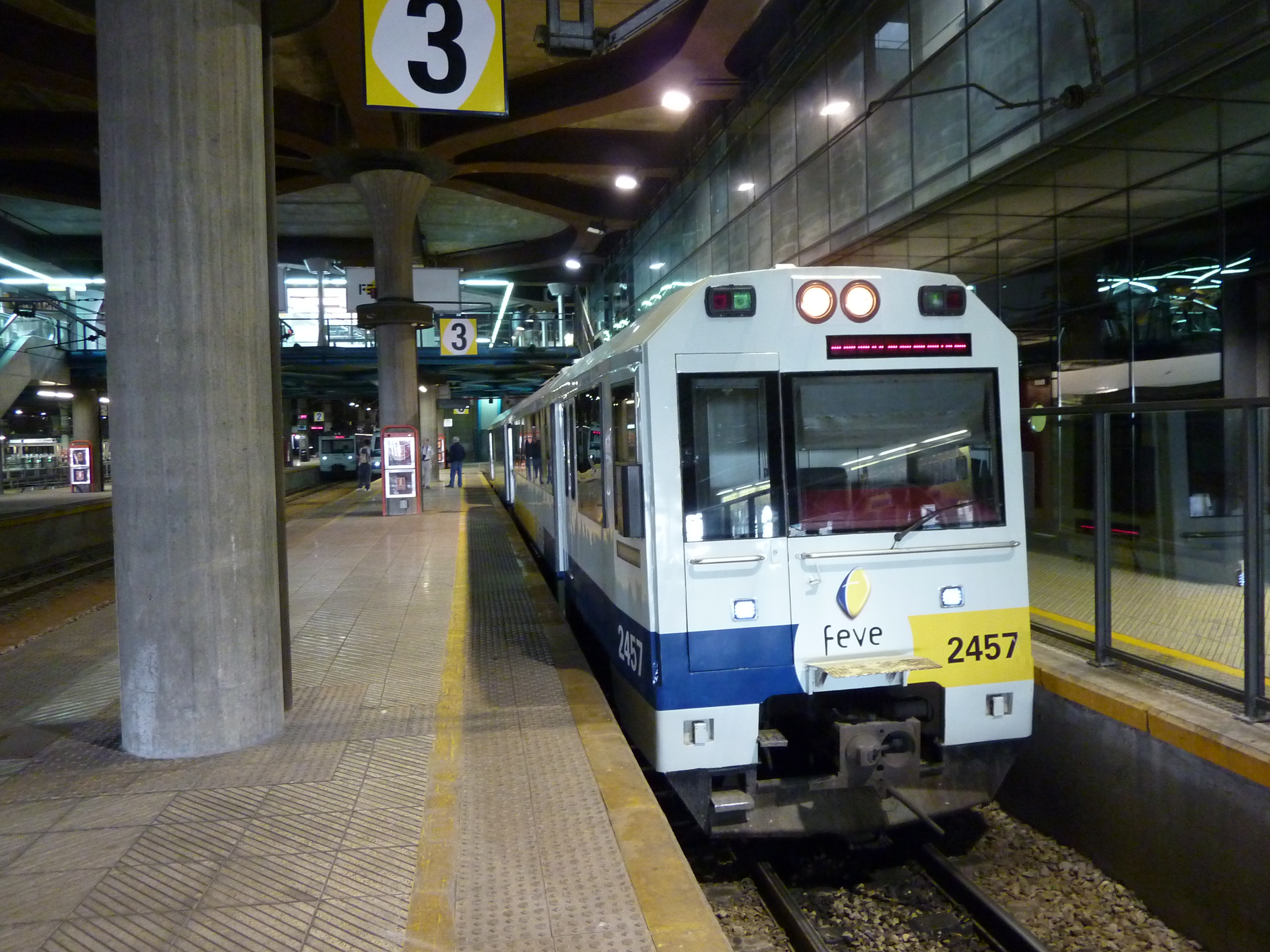
Tren de la extinta FEVE en 2009. Desde 1999 a 2013 la estación perteneció tanto a FEVE como a Adif, y desde entonces sólo a Adfif

La estación va unida a varios trazados ferroviarios tanto de vía ancha como de vía estrecha. Por un lado se encuentra en el punto kilométrico 139,138 de la línea férrea de ancho ibérico que une Venta de Baños con Gijón a 232 metros de altitud. Esa es la línea que conecta la estación con la meseta, al unirla con Venta de Baños donde entronca con la radial Madrid-Hendaya. Por otro lado, es el pk 0,000 de la línea férrea de vía estrecha Oviedo-Trubia y el pk 313,800 de la línea Ferrol-Bilbao.

## Historia
Fue inaugurada el 23 de julio de 1874 tras la apertura del tramo Gijón-Pola de Lena, de la línea entre Gijón y León que buscaba enlazar Asturias con la Meseta. Las obras corrieron a cargo de la Compañía de los Ferrocarriles de Asturias a Galicia y León.
En su concepción era una estación mixta de pasajeros y mercancías. En 1883 la estación creció merced a la inauguración del ferrocarril entre Oviedo y Trubia que tenía como principales finalidades recoger el carbón procedente de Quirós, Teverga y Proaza que llegaba hasta Trubia en un ferrocarril minero y comunicar la Fábrica de Cañones de Trubia. En 1885, tras la desaparición de la Compañía de los Ferrocarriles de Asturias, Galicia y León por su quiebra derivada de las faraónicas obras de acceso del ferrocarril a Asturias y Galicia, la estación y todo el patrimonio de la compañía pasaron a manos de la Compañía de los Caminos de Hierro del Norte de España. En 1941, tras el traspaso de dicha compañía a RENFE la estación pasó a manos de esta empresa pública. Dañada por la Guerra Civil, fue reconstruida siguiendo los planos del arquitecto Agustín Ballesteros. La obra fue inaugurada por José María Fernández Ladreda el 14 de octubre de 1946.
En 1998 comenzaron unas importantes obras en la estación: para cohesionar la ciudad y mejorar la integración del ferrocarril se optó por colocar una losa peatonal por encima de la estación. Asimismo, en 1999, tras la clausura de Oviedo-Jovellanos y de Oviedo-Económicos, ambas estaciones de FEVE, esta compañía comenzó a prestar sus servicios desde la estación del Norte.
En 2013, la desaparición de FEVE dejó a Renfe como único operador de todos los servicios prestados por la estación y a Adif como titular de todas las instalaciones ferroviarias, tanto de vía ancha como de vía estrecha. Aun así, a fecha de 2025, 12 años después de la desaparición de FEVE, la estación sigue funcionando como dos estaciones independientes bajo un mismo techo, con megafonía, numeración de vías, tornos y gestión separada (es decir, existen dos vías 1, una del lado que perteneció a FEVE y otra del que no).

## La estación

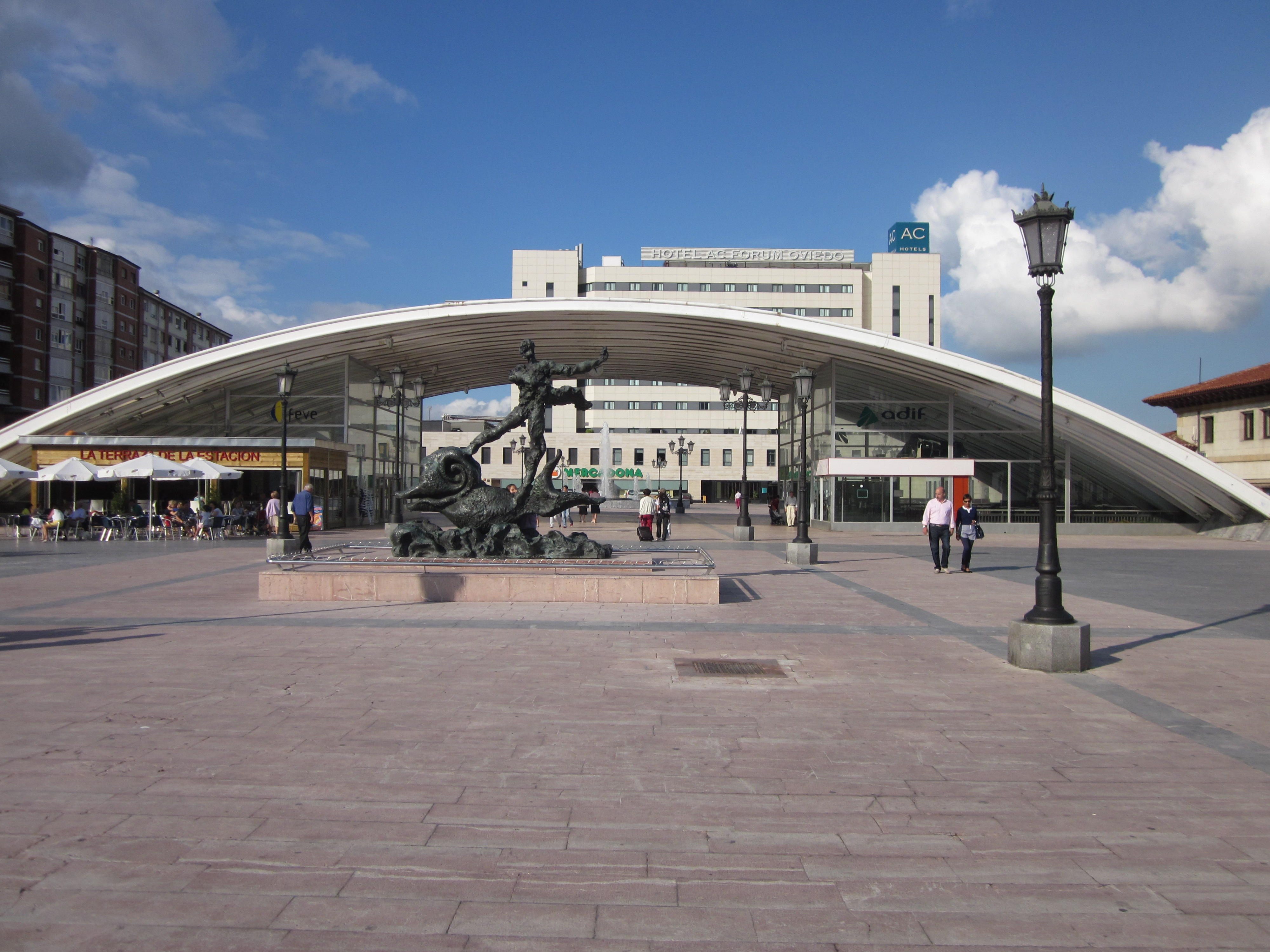
Entrada a la estación por la avenida de la Fundación Príncipe de Asturias, también conocida como La Losa de Renfe.

Cerrando la emblemática calle Uría se encuentra la fachada principal de la estación del Norte, que conserva a grandes rasgos el diseño que se le dio en 1946. El edificio se compone de un pabellón central de dos alturas que escoltan dos torres y prolongan en ambos costados dos alas laterales. La planta baja está adornada con un largo pórtico formado por arcos de medio punto todos ellos de dimensiones similares a excepción de los tres centrales, algo mayores, que sirven de acceso principal al recinto. Aunque de aspecto sobrio y funcional, el edificio llama a la atención por su singular reloj de aguja, un reloj de grandes proporciones que corona el pabellón central. 

Si bien el edificio principal para viajeros no ha sufrido cambios sustanciales en su estructura desde su reconstrucción en 1946, no se puede decir lo mismo de la zona de andenes y del haz de vías, ya que este ha sido tapado y recubierto por una imponente losa que reposa sobre 220 pilares siguiendo los planos del ingeniero Leonardo Fernández Troyano. En total la estructura de cubrimiento abarca unos 38 000 metros cuadrados de superficie y tiene una longitud de 700 metros. El espacio ganado es un gran paseo conocido precisamente como La Losa, por el cual se puede acceder directamente a los andenes mediante una amplia plaza llamada de los Ferroviarios, que ha sido adornada con fuentes y diversas esculturas: Paz y Libertad, de Luis Sanguino y Hombre sobre delfín, de Salvador Dalí. No son las únicas esculturas del recinto ya que frente al antiguo edificio existe también una obra de José Noja titulada Asturias. Junto a la losa se construyeron un conjunto de once edificios conocidos como Torres Centro. 

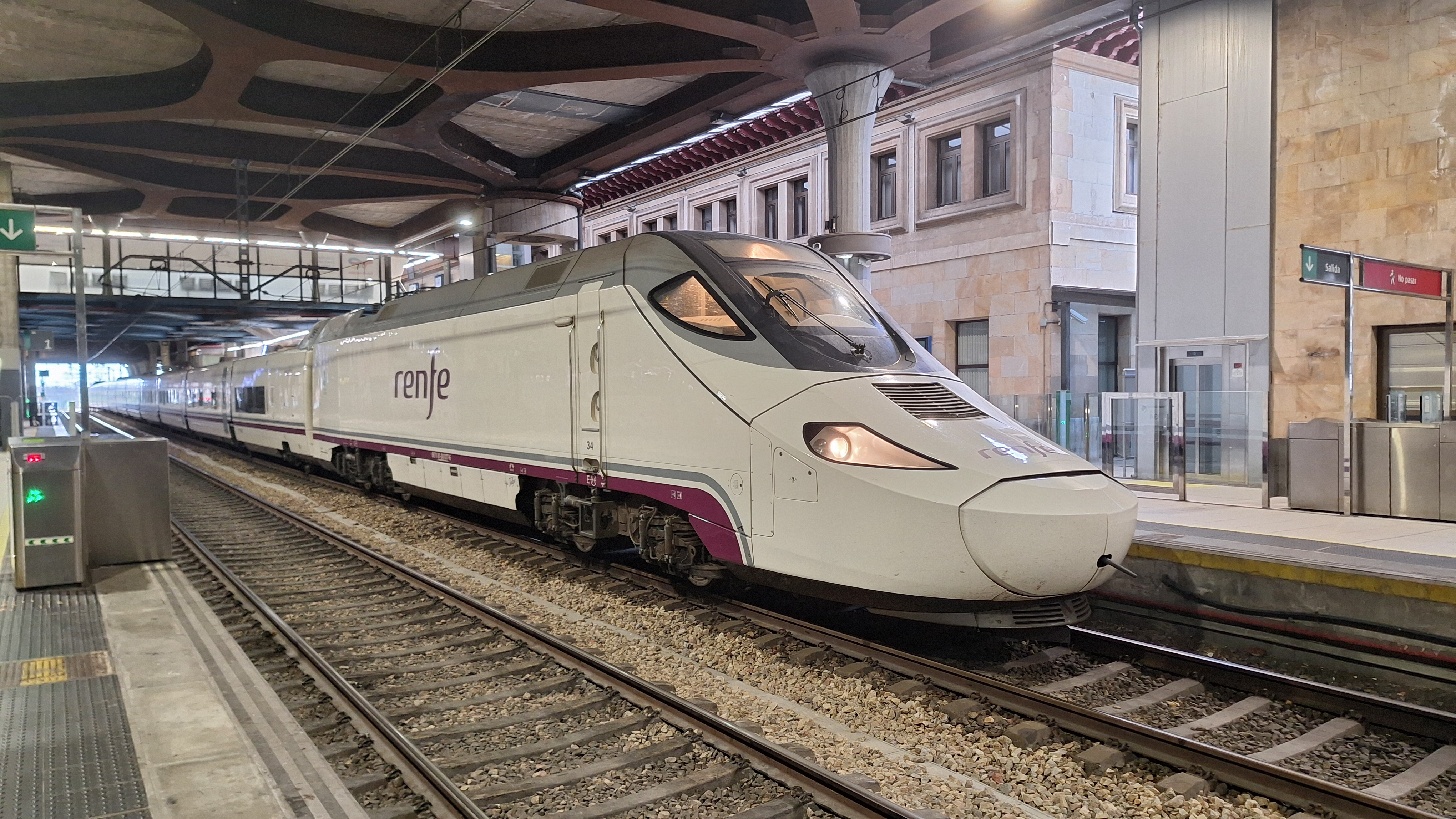
Alvia de la serie 130 de Renfe efectuando parada bajo La Losa

En la zona de andenes la estación cuenta con un total de 13 vías y 4 andenes. Al andén principal accede la vía 2 pasante, y las vías 4, 6 y 8, las tres en toperas en los laterales del recinto. Al andén central derivan por su parte las vías 1 y 5. Todas ellas son vías de ancho ibérico que se complementan con otras tres más sin accesos a andén. Por su parte otras cuatro vías de ancho métrico acceden a otro andén lateral y a otro andén central. En el área concebida para Feve se pueden observar numerosos anuncios en cerámica trasladados desde la antigua Estación del Vasco antes de su derribo. Las vías están numeradas de forma separada dependiendo de su antiguo propietario, por lo que existen dos vías 1 y dos vías 2, por ejemplo.
La estación cuenta con vestíbulo, venta de billetes, máquinas expendedoras, puntos de información, locales comerciales, cafetería y restaurante, kiosco, alquiler de coches, cajeros y aseos. En el exterior existen varias zonas de aparcamiento habilitadas.

## Servicios ferroviarios

### Alta Velocidad y Larga distancia
La principal conexión ferroviaria de larga distancia la forman los AVE y  Alvia que circulan hasta Pola de Lena por el corredor de Alta Velocidad a través de la Variante de Pajares con conexiones a Levante desde el 21 de mayo de 2024, que conectan diariamente varias veces Oviedo con Gijón y Madrid con paradas en León o Valladolid. 2 trenes al día se alargan más allá de Madrid-Chamartín hasta Alicante y Valencia. El 22 de julio de 2024 entraron en servicio los trenes low cost Avlo y un servicio Alvia a Avilés desde Madrid.

### Media distancia
Los servicios de Media Distancia de Renfe que tienen parada en la estación operan con la marca Renfe Regional y enlazan Oviedo con las ciudades de Ferrol, Santander, Gijón y León, continuando un tren hacia Valladolid. La frecuencia a León es de dos trenes diarios por sentido, siendo un servicio por sentido prestado por trenes de larga distancia con tarifas de media distancia y el otro alargado a Valladolid. Trenes playeros suelen reforzar las frecuencias en los meses veraniegos acortando el trayecto e iniciando los trenes en León en vez de Valladolid. 
La ruta a Ferrol tiene una frecuencia diaria por sentido, mientras que a Santander hay 2. Ambas rutas son operadas por vías de ancho métrico con trenes de Renfe Cercanías AM.

### Cercanías
Forma parte de las líneas C-1, C-2, C-3, C-6 y C-7 de Cercanías Asturias, siendo la estación de la red en la que más líneas concurren. Debido a esto Oviedo cuenta con una alta frecuencia de trenes que permiten viajar a San Juan de Nieva, Gijón (vía Villabona o El Berrón), Infiesto El Entrego, Puente de los Fierros y San Esteban de Pravia. 

### Trenes turísticos
El trazado de vía estrecha, por su naturaleza y los parajes recorridos da lugar a una serie de trenes turísticos antes operados históricamente Feve y en manos de Renfe desde 2013. Estos trenes son el Estrella del Cantábrico entre Oviedo y Covadonga, y el Transcantábrico entre León y Ferrol, vía Bilbao. Este último tren es de lujo, incluso tiene una versión de gran lujo. Los viajes que se realizan en fechas concretas, principalmente en verano, incluyen visitas a museos y turismo gastronómico.